# Aktiv brusreducering

En högtalare sänder ut "antibrus" (blått) som tar ut det mesta av det oönskade bruset (rött).

Aktiv brusreducering är en teknik som innefattar aktiv ljuddämpning med hjälp av högtalare. Principen går ut på att ljudvågor i motfas tar ut varandra genom superposition, så att resultatet blir tyst.
Det ljud som ska dämpas mäts upp och analyseras. Högtalare används till att sända ut samma ljud men inverterad (180 grader fördröjt; i motfas).
I praktiken fungerar aktiv brusreducering bäst på låga frekvenser. Den kombineras ofta med passiv brusreducering (ljudabsorberande material) för bättre prestanda.

## Aktiv buller- och vibrationsreglering
Flygplanet SAAB 2000 är utrustat med aktiv buller- och vibrationsreglering (ABVR) för att minska ljudnivån ifrån propellrarna som sprids inuti flygplanskroppen.